# Gmina Östersund
Gmina Östersund (szw. Östersunds kommun) – gmina w Szwecji, w regionie Jämtland, siedzibą jej władz jest Östersund.
Pod względem zaludnienia Östersund jest 35. gminą w Szwecji. Zamieszkuje ją 58 459 osób, z czego 51,26% to kobiety (29 966) i 48,74% to mężczyźni (28 493). W gminie zameldowanych jest 1341 cudzoziemców. Na każdy kilometr kwadratowy przypada 26,33 mieszkańca. Pod względem wielkości gmina zajmuje 38. miejsce.